# Yoroshima
Yoroshima oder auch Yorojima (japanisch 与路島) ist eine Insel der Amami-Inseln, die zu den Nansei-Inseln zählen. Die Insel gehört administrativ zur Stadt Setouchi im Landkreis Ōshima-gun der Präfektur Kagoshima.

## Geographie
Yoroshima hat eine Fläche von 9,35 km² bei einem Umfang von 18,4 km. Der höchste Berg der Insel ist der Ōkatsu-san (大勝山) mit einer Höhe von 297 m. Die Insel hat eine etwa in Nord-Süd-Richtung langgestreckte Form. Die Einwohnerzahl lag 2020 noch bei 70 und war damit stark rückläufig gegenüber 188 Einwohnern im Jahr 1995. Eine Bootsverbindung besteht von der Ostseite der Insel aus zum Koniya-Hafen der nordöstlich gelegenen Nachbarinsel Kakeroma-jima. Auf der Nordwestseite von Yoroshima befindet sich die Takahara-Küste (高原海岸). Im Nordosten der Insel befinden sich Überreste eines Verteidigungsstützpunktes aus dem Zweiten Weltkrieg. Es gibt auch eine über 100 m hohe Klippe, die einst als Hinrichtungsstelle für Kriminelle genutzt wurde.
| Jahr          | 1995 | 2000 | 2005 | 2010 | 2015 | 2020 |
| ------------- | ---- | ---- | ---- | ---- | ---- | ---- |
| Einwohnerzahl | 188  | 165  | 137  | 103  | 84   | 70   |

## Flora und Fauna
Im Mai bis Juni blüht auf der Insel die Lilienart Lilium ukeyuri, die auf den Amami-Inseln Ukeshima, Yoroshima, Kakeroma-jima, Amami-Ōshima und Tokunoshima verbreitet ist. Die nach Ukeshima benannte Art gilt als vom Aussterben bedroht.
Die Fauna der Insel umfasst unter anderem die Gekkoart Gekko vertebralis und die als gefährdet eingestufte Skinkart Plestiodon barbouri. Darüber hinaus ist auf der Insel auch die Nominatform der Giftnatternart Sinomicrurus japonicus verbreitet. Diese wird als potentiell gefährdet eingestuft. Eine auf Yoroshima vorkommende Art der Gespenstschrecken ist Orestes japonicus.

## Wirtschaft
Zu den Wirtschaftsprodukten Yoroshimas gehören Rind- und Ziegenfleisch sowie Samen des Japanischen Sagopalmfarnes.